# بولس فهمي
بولس فهمي إسكندر (مواليد 1 يناير 1957) هو قاضي مصري يشغل حالياً منصب رئيس المحكمة الدستورية العليا منذ 9 فبراير 2022، وقد وصف تعيينه بالتاريخي كونه أول قاضي مسيحي يترأس هذا المنصب.

## حياته العلمية
تخرج بولس من كلية الحقوق بجامعة القاهرة سنة 1977 بتقدير جيد جداً ثم حصل على دبلوم معهد بحوث أتلانتا بالولايات المتحدة في الإدارة القضائية سنة 1994 ودورة تدريب المدربين من الجامعة الأمريكية بالقاهرة سنة 1999.

## حياته المهنية
عُيِّن بولس بالنيابة العامة عام 1978 وتدرج في وظائفها حتى أصبح مستشارا بالاستئناف عام 1997 ثم رئيسا بالاستئناف عام 2001 ثم عُيِّن نائبا لرئيس المحكمة الدستورية العليا عام 2010 ثم خرج من تشكيلها بموجب دستور 2012 عائدا كرئيس لمحكمة استئناف القاهرة، ثم أعيد تعيينه نائبا لرئيس المحكمة الدستورية العليا عام 2014.